# Wyspa skarbów (film 1972)
Wyspa skarbów (ang. Treasure Island) – film przygodowy z 1972 roku, zrealizowany według powieści Roberta Louisa Stevensona o takim samym tytule

## Główne role
- Orson Welles - Long John Silver
- Kim Burfield - Jim Hawkins
- Lionel Stander - Billy Bones
- Walter Slezak - Trelawney
- Ángel del Pozo - doktor Livesey
- Rik Battaglia - kapitan Smollett
- Maria Rohm - pani Hawkins
- Paul Muller - Blind Pew